# Sachseln
Sachseln é uma comuna da Suíça, no Cantão Obwald, com cerca de 4.442 habitantes. Estende-se por uma área de 53,86 km², de densidade populacional de 82 hab/km². Confina com as seguintes comunas: Giswil, Kerns, Lungern, Sarnen. 
A língua oficial nesta comuna é o Alemão. É em Älggi-Alp, uma montanha de 1645 m situada nesta comuna, que está situado o centro geográfico da Suíça, segundo cálculos efetuados pela Swisstopo, em 1988. 